# Ghislarengo
Ghislarengo je italská obec v provincii Vercelli v oblasti Piemont.
K 31. prosinci 2011 zde žilo 918 obyvatel.

## Sousední obce
Arborio, Carpignano Sesia (NO), Lenta, Rovasenda, Sillavengo (NO)